# فيا سابان
صوفيا أليسون م. بورهام سابان (بالإنجليزية: Sophia Alison M. Boreham Saban؛ مواليد 19 سبتمبر 1998) هي ممثلة إنجليزية. وهي معروفة بأدوارها في الموسم الخامس من دراما القرون الوسطى على نتفليكس المملكة الأخيرة (2022) ومسلسل إتش بي أو الخيالي آل التنين (2022–).

## حياتها المبكرة
ولدت سابان في هاكني، شرق لندن لأبوين مارك سابان وبينيلوب «بيني» بورهام. انتقلت العائلة إلى أكسفورد عندما كانت في الخامسة أو السادسة من عمرها، حيث التحقت هي وشقيقها الأصغر غابرييل بكلية دوفربروك. ذهبت سابان للتدريب في مدرسة جيلدهول للموسيقى والدراما، وتخرجت عام 2020.

## مسيرتها
ظهرت سابان على التلفزيون عندما انضمت إلى طاقم الممثلين الرئيسيين في المسلسل الدرامي الذي يعود للقرون الوسطى على نتفليكس المملكة الأخيرة (استنادًا إلى رواية تحمل نفس الاسم) مثّلت دور ألفوين في الموسم الخامس والأخير، والذي تم عرضه لأول مرة في عام 2022. لم يتم تضمين شخصية سابان في فيلم 2023 ذا لاست كينغدوم: سيفن كينغس مست داي.
في وقت لاحق من ذلك العام، بدأت سابان بلعب دور الأميرة (الملكة لاحقًا) هيلينا تارجارين في الموسم الأول من مسلسل إتش بي أو الخيالي آل التنين، وهو بادئة لمسلسل صراع العروش ومقتبس من كتاب التاريخ الخيالي لجورج ر. ر. مارتن النار والدم. تلقى أدائها الثناء من زميلتها في فريق التمثيل أوليفيا كوك. تم بعد ذلك تأكيد مشاركة سابان في فريق التمثيل للموسم الثاني من آل التنين.

## أعمالها
| العام     | العنوان         | الدور           | الملاحظات                      |
| --------- | --------------- | --------------- | ------------------------------ |
| 2020      | كريستابيل       | بيلا            | راديو بي بي سي 3 دراما         |
| 2022      | المملكة الأخيرة | ألفوين          | دور رئيسي (الموسم 5)، 10 حلقات |
| 2022–الآن | آل التنين       | هيلينا تارجارين | دور رئيسي                      |

## وصلات خارجية
- فيا سابان على موقع IMDb (الإنجليزية)
- فيا سابان على موقع روتن توميتوز (الإنجليزية)
- فيا سابان على موقع ألو سيني (الفرنسية)
- فيا سابان على موقع قاعدة بيانات الفيلم (الإنجليزية)